# Nikola III. Erdödy
Nikola III. Erdödy (?, 1630. – Aranyosmarót, ugarska županija Bars, 7. lipnja 1693.), hrvatski ban i vojskovođa iz ugarske velikaške obitelji Erdödy.
Nije se pridružio pobuni hrvatskog i ugarskog plemstva protiv Bečkog dvora, a kao protivnik bana Petra Zrinskog imao je udjela u gušenju zrinsko-franskopanske urote. Poslije sloma urote, kralj Leopold I. imenovao ga je 1670. godine namjesnikom banske časti, ali nije htio udovoljiti zahtjevima Hrvatskog sabora da ga se imenuje banom. Nikola je zaslužan što krajiški general Ivan Josip Herberstein nije uspio podvrgnuti Bansku krajinu Karlovačkom generalatu i što Hrvatska nije pripojena austrijskim nasljednim zemljama.
Tek je 1680. godine uveden u bansku čast.
God. 1683., prije pohoda i opsade Beča, Hrvatski sabor i hrvatskog bana Nikolu III. Erdödyja pozvao je knez gornje Ugarske i turski vazal Emerik (Mirko) Thököly (suprug Jelene Zrinske) da se pridruže njemu i velikom veziru Kara Mustafa-paši u pohodu na Beču. Hrvatski sabor i Erdödy odbili su poziv.